# Abadijeh
Abadijeh ist die veraltete Bezeichnung einer Ortschaft in Oberägypten im 7. oberägyptischen Gau, etwa 11 km ostnordöstlich des antiken Hu (Diospolis Parva). Südlich und südöstlich am Wüstenrand befinden sich Friedhöfe und Siedlungsreste der Naqada-Kultur. Außerdem wurden dort vom Alten bis zum Neuen Reich Grabstätten angelegt. An dem Ort wurden erstmals Pfannengräber entdeckt.